# الاتحاد القطري للتنس
الاتحاد القطري للتنس هو الهيئة الإدارية التي تُشرف على تنظيم وإدارة لعبة التنس في دولة قطر. تتمثل مهمة الاتحاد القطري للتنس بالأساس في تزويد لاعبي التنس القطريين بالموارد والفرص لتحقيق أقصى إمكاناتهم والمشاركة في البطولات المحلية والإقليمية والعالمية. بالإضافة إلى ذلك؛ يَلتزم اتحاد قطر للتنس تمامًا برفع مستوى التنس وتحويلهِ إلى الرياضة الأكثر شعبية في البلاد. يعملُ الاتحاد القطري للتنس في جميع المسابقات الدولية التي تشارك فيها الفرق؛ مثل فرق ديفيس للرجال والنساء بالإضافة إلى فرق الشباب وهو مسؤولٌ أيضًا عن تنظيم واستضافة جميع مسابقات التنس في البلاد.